# Manuel Blasco Garzón
Manuel Blasco Garzón (Sevilla, 17 de gener de 1885 - Buenos Aires, 21 de novembre de 1954) va ser un advocat i polític i persona molt polifacètica pel que va desenvolupar diversos càrrecs importants tant a Sevilla com a Madrid. Va destacar també per la seva brillant oratòria.

## Biografia
A Sevilla, va ocupar la presidència del Sevilla FC, de 1923 a 1925, va ser president de l'Ateneu de Sevilla de 1927 a 1929, en ple apogeu de la Generació del 27.
Com a polític va ser elegit diputat a Corts per la circumscripció de Sevilla a les eleccions generals espanyoles de 1923 a les quals es va presentar per Izquierda Liberal. Després de la proclamació de la Segona República Espanyola participaria en les eleccions de 1933 en representació del Partit Republicà Radical i a les eleccions de 1936 com a representant de la Unió Republicana assolint en ambdues ocasions un escó per Sevilla.
Va ser ministre de Comunicacions i Marina Mercant entre el 19 de febrer i el 13 de maig de 1936, data en què va passar a ocupar la cartera de ministre de Justícia fins al 4 de setembre de 1936.
En el seu exili de Buenos Aires va ocupar el càrrec de cònsol general d'Espanya del govern republicà. En aquesta etapa va escriure el llibre titulat Evocaciones andaluzas. Va morir a Buenos Aires el 1954, sense haver pogut tornar a Sevilla des de la seva partida cap a l'exili.